# Словесные названия российского оружия/Ж
Словесные названия российского оружия
А
Б
В
Г
Д
Е
Ё
Ж
З
И
К
Л
М
Н
О
П
Р
С
Т
У
Ф
Х
Ц
Ч
Ш
Щ
Э
Ю
Я
- «Жаворонок» — разведывательный БПЛА
- «Жало» — 85-мм противотанковая пушка
  - «Жало-Б» — 85-мм буксируемая противотанковая пушка 2А55 (опытная)
  - «Жало-С» — 85-мм самоходная противотанковая пушка 2С14 (опытная)
- «Жасмин» — авиационное прицельно-вычислительное устройство ПВУ-В-1
- «Жасмин» — двухплоскостной стабилизатор танкового вооружения 2Э42-4
- «Жасмин» — факсимильный аппарат П-111-1
- «Жгут» — ГАС измерения скорости звука в воде
- «Желудь» — опытный танк Т-62-166
- «Желудь» — танковый автомат заряжания (опытный)
- «Жемчуг» — фотоаппаратура на спутниках «Янтарь»
- «Жемчуг» — авиационная РЛС
- «Жемчуг» — аппаратура подавления сетей Wi-Fi
- «Жемчуг» — проект глубоководной атомной подводной лодки пр.952 с корпусом из стеклопластика (НИР «Глубина»)
- «Жемчуг» — пограничный сторожевой корабль пр.43
- «Жемчуг» — корабельный комплекс телеметрических измерений
- «Жесть» — прибор ночного вождения
- «Жетон» — авиасбрасываемый гидроакустический буй РГБ-НМ1
- «Жизнь» — оконечная аппаратура П-494
- «Житель» — станция помех Р-330Ж комплекса Р-330М1П («Диабазол»)
- «Житомирец» — БПЛА
- «Жук» — авиационная РЛС Н010 на МиГ-29 и Су-27
  - «Жук-8-II» — модификация для китайского истребителя J-8IIM. Представляет собой импульсно-доплеровскую РЛС с планарной ЩАР
  - «Жук-54» — авиационная РЛС
  - «Жук-27» — авиационная РЛС
  - «Жук-МС» — авиационная РЛС
  - «Жук-Ф» — бортовая РЛС с пассивной ФАР, предназначенная для установки на самолёты МиГ-33 (МиГ-29М/М3)
    - «Жук-ФЭ» — экспортный вариант

  - «Жук-МФ» — модернизация РЛС Жук-М с использованием ПФАР
    - «Жук-МФЭ» — экспортный вариант

  - «Жук-МСФ» — многофункциональная бортовая радиолокационная станция Н031
    - «Жук-МСФЭ» — экспортный вариант

  - «Жук-МА» — модификация РЛС с использованием активной фазированной антенной решётки
    - «Жук-МАЭ» — экспортный вариант

  - «Жук-А» — облегчённая версия «Жук-МА»
    - «Жук-АЭ» — экспортный вариант
- «Жук» — инженерная разведывательная машина ИРМ
- «Жук» — неконтактный радиовзрыватель РВ-24
- «Жук» — бронежилет
- «Журавль» — авиационная бортовая командная УКВ радиостанция Р-862
- «Журавль» — унифицированная вышка (78Я6)
- «Журналист» — средство защиты РЛС от противорадиолокационных ракет